# العلاقات الكيريباتية النيجيرية
العلاقات الكيريباتية النيجيرية هي العلاقات الثنائية التي تجمع بين كيريباتي ونيجيريا.

## مقارنة بين البلدين
هذه مقارنة عامة ومرجعية للدولتين:
| وجه المقارنة                                              | كيريباتي                        | نيجيريا                     |
| --------------------------------------------------------- | ------------------------------- | --------------------------- |
| المساحة (كم2)                                             | 811                             | 923.77 ألف                  |
| عدد السكان (نسمة)                                         | 116.40 ألف                      | 190.89 مليون                |
| الكثافة السكانية (ن./كم²)                                 | 14.35 ألف                       | 206.64                      |
| العاصمة                                                   | جنوب تاراوا                     | أبوجا، لاغوس                |
| اللغة الرسمية                                             | لغة إنجليزية، اللغة الكيريباتية | لغة إنجليزية، اللغة اليوربا |
| العملة                                                    | دولار كريباتي، دولار أسترالي    | نيرة نيجيرية                |
| الناتج المحلي الإجمالي (بليون دولار)                      | 196.15 مليون                    | 375.77 مليار                |
| الناتج المحلي الإجمالي (تعادل القوة الشرائية) بليون دولار | 224.26 مليون                    | 1.09 تريليون                |
| الناتج المحلي الإجمالي الاسمي للفرد دولار أمريكي          | 1.42 ألف                        | 2.64 ألف                    |
| الناتج المحلي الإجمالي للفرد دولار أمريكي                 | 1.81 ألف                        | 5.91 ألف                    |
| مؤشر التنمية البشرية                                      | 0.590                           | 0.514                       |
| رمز المكالمات الدولي                                      | +686                            | +234                        |
| رمز الإنترنت                                              | .ki                             | .ng                         |
| المنطقة الزمنية                                           |                                 | ت ع م+01:00                 |

## منظمات دولية مشتركة
يشترك البلدان في عضوية مجموعة من المنظمات الدولية، منها:
| علم المنظمة | اسم المنظمة                                 | تاريخ انضمام كيريباتي | تاريخ انضمام نيجيريا |
| ----------- | ------------------------------------------- | --------------------- | -------------------- |
|             | منظمة حظر الأسلحة الكيميائية                | ?                     | ?                    |
|             | البنك الدولي للإنشاء والتعمير               | 29 سبتمبر 1986        | 30 مارس 1961         |
|             | الأمم المتحدة                               | 14 سبتمبر 1999        | 7 أكتوبر 1960        |
|             | مجموعة دول أفريقيا والكاريبي والمحيط الهادئ | ?                     | ?                    |
|             | يونسكو                                      | 24 أكتوبر 1989        | 14 نوفمبر 1960       |
|             | مؤسسة التنمية الدولية                       | 2 أكتوبر 1986         | 14 نوفمبر 1961       |
|             | مؤسسة التمويل الدولية                       | 2 أكتوبر 1986         | 30 مارس 1961         |
|             | الاتحاد البريدي العالمي                     | ?                     | ?                    |
|             | دول الكومنولث                               | ?                     | ?                    |
|             | الاتحاد الدولي للاتصالات                    | 3 نوفمبر 1986         | 11 أبريل 1961        |

## وصلات خارجية
- موقع وزارة الخارجية النيجيرية